# 渦拉溪站
渦拉溪站（英語：Wolli Creek station）是悉尼城市鐵路轄下的一個車站，位於渦拉溪區。在城市鐵路的網絡下，該車站可作三條線的換乘，包括東郊及伊拉瓦拉線、東山及機場線和作為城際線的南海岸線。三條線的月台分別成一個十字形，伊拉瓦拉線在上層（3及4號月台），東山及機場線在下層（1及2號月台）。該站亦是東山線和機場線的分水嶺，在谷治河的對面便是悉尼國際機場，雖然該站是機場線的一部份，但基於建造的資金來源不同，因此渦拉溪站是唯一由政府管理的機場線站，而其他車站則由機場（Airport Link）所管理。此站建造的目的是為了方便市郊區民前往機場或都會區。此站建有傷殘人士設施。

## 車站結構
基於此站是轉車站，本站設有三層。伊拉瓦拉線在上層。東山及機場線在下層。中間便是轉乘大堂，乘客要進行轉車必先經過此大堂。

### 車站大堂
大堂設於中間的那一層，即位於東山及機場線月台的上面。乘客要進行轉車必先經過此大堂，進出東山及機場線的乘客只需乘搭升降機或爬上樓梯便到達大堂，但伊拉瓦拉線的乘客則另需再多走一段隧道才到達大堂，在隧道盡頭設有升降機來往伊拉瓦拉線月台及隧道。而電子板分別位於大堂和隧道內。此外大堂內並沒有其他東西。
大堂的南面便是車站唯一的出入口，在出口外面設有一個售票窗及一個自動售票機。此外附近亦有一個士多店。該站是不分閘內及閘外大堂，因為該站是不設入閘機的。

### 車站月台
儘管該站是伊拉瓦拉線和東山及機場線的轉車站，但兩條線的月台都位於不同的位置。由於渦拉溪站是東山線和機場線的分水嶺，因此在1號月台便會標示為機場線，而2號月台則標示為東山線。而東郊及伊拉瓦拉線則只被標為「伊拉瓦拉線」，這是因為東郊線的範圍不在於此，儘管兩條線的列車服務是共用的。東山及機場線的月台是屬於側式月台，並屬於半地底狀態，即是月台在地面下的一個坑中，但沒有被覆蓋著；伊拉瓦拉線的月台是屬於島式月台，位於最上層，中間設有上蓋和有候車室。

## 歷史
渦拉溪站的前身其實是一個東山線和伊拉瓦拉線的交匯處，車站名稱就是來自這個交匯處 － 渦拉溪交匯處，今天它仍然位於3號月台的旁邊，當繁忙時間時部份東山線的列車會經由此到達中央站。在最初的機場線計畫中，這裏是不會建造車站的。但州鐵路局在1996年決定將這裏變成一個東山線、機場線及伊拉瓦拉線的轉乘站。雖然該站是機場線工程的一部份，但由於建造該站的資金是屬於政府的，因此渦拉溪站是唯一由政府管理的機場線車站。
在構思建造這個車站的過程初期，此站打算被命名為北亞克利夫站，在1998年則改為今天這個名字。為建造此車站，便將連接兩條伊拉瓦拉線的道岔向南移。由於在伊拉瓦拉線的4條路軌中只能從中建造1個島式月台，因此導致另一組伊拉瓦拉線的路軌不會有月台。當列車經過此路段便不會停下此站，尤其是來自先鄧咸站的東山線列車。不過鐵路公司打算在長期計畫中加建月台。在車站的下層就建造了東山及機場線的月台，順帶一提的是當時機場線的名稱是叫作「新南鐵路」，儘管今天它仍是作為機場線的另一個名稱。最初的機場線月台是沒有上蓋的，及後就加建成為今天的樣子。
在2008年4月9日，一列位於渦拉溪站附近的東郊及伊拉瓦拉線的列車突然冒煙，大約1000名乘客被迫要到渦拉溪站轉車，令列車服務廷遲了大終40分鐘。火警最終在當地時間8：30熄滅。

## 月台服務
|  |

所有前往悉尼國際機場的列車都必須途經此站，並由1號月台開出，而2號月台則前往麥加弗。在非繁忙時間所有伊拉瓦拉線和南海岸線的列車都停此站，在繁忙時間亦幾乎所有的伊拉瓦拉線和南海岸線的列車停此站，但部份東山線的列車會不停此站而到達中央站。
1號月台
- 東山及機場線 — 往市政廳

2號月台
- 東山及機場線 — 往東山/金寶鎮/麥加弗

3號月台
- 東郊及伊拉瓦拉線 — 往邦迪聯運
- 南海岸線 — 往悉尼中央/邦迪聯運（只限繁忙時間）

4號月台
- 東郊及伊拉瓦拉線 — 往瀑布/克羅努拉。
- 南海岸線 — 往臥龍崗/奇龍巴/奇亞瑪（往邦拜利請在此自行轉車）

## 交通接駁
此站一直沒有其他交通接駁，但在2009年4月悉尼巴士將348線由亞力山大伸延至此。
- 348 － 渦拉溪站至邦迪聯運站

但乘客仍需到阿克利夫站轉乘夜行巴士（王子公路）。

## 傷殘人士設施
此站設有升降機，售票處設有聆聽輔助器。在車站開放時間內都會有職員當值。